# NNNニュースSUPER
『NNNニュースSUPER』（エヌエヌエヌ ニュース・スーパー）は、2001年10月1日から2011年3月31日まで日本テレビなどNNN加盟局のうち、テレビ宮崎を除く29局で平日朝に生放送されていたニュース番組である。

## 概要
『ジパングあさ6』内で放送されていた『NNNニュースジパング』の後継番組として、『あさ天5』、『ジパングあさ6』、『ズームイン!!朝!』にかけての朝の情報番組を統合した『ズームイン!!SUPER』内の報道局主導のニュース番組である。
内容は、『ズームイン!!SUPER』の総合司会（日本テレビアナウンサー）と同報道局キャスター室所属の記者の2人で進行。2009年3月30日からは報道フロアからの放送になっている。記者のミニ解説の他、フラッシュニュースの右上の株価表示がある。テロップは『ズームイン!!SUPER』のを使用しているが、『ズームイン!!SUPER』のロゴは入っていない。
番組スタート時はニュースVTR下部にタイトルロゴを表示し、主な項目をヘッドライン形式で紹介、その後に報道フロアに切り替わり「時刻は6時になりました。NNNニュースSUPER、○○記者です。」の一声でスタートしていたが、2010年3月29日からは「6時になりました。報道フロアから最新のニュース、○○記者です。」の一声で始まっていたが、2010年7月5日から○○記者の部分は「報道局○○デスクです。」になった。この関係で司会とキャスターを兼任する西尾は『ニュースSUPER』前後の天気コーナーで報道フロアを行き来する。
なお、『ズームイン!!SUPER』の第1部（5:20 - 6:30）枠で自社製作番組を放送している3局（札幌テレビ『どさんこワイド!!朝!』、読売テレビ『朝生ワイド す・またん!』、山口放送『KRYさわやかモーニング』）では、1コーナーの形で同時ネット放送しているため、『ズームイン!!SUPER』唯一の全国ネット枠だった。
『ズームイン!!SUPER』全ネット局が第1部・第2部を通じて“必ずネットを受けなければならない”という拘束力があるのは『NNNニュースSUPER』だけであった。
近年のNNNの報道番組としては数少ない字幕放送の非実施番組であったが、2011年3月3日に限り「耳の日」キャンペーンとして（『ズームイン!!』全時間帯含め）リアルタイム字幕放送を行った。
2011年3月31日をもって、『ズームイン!!SUPER』と共に放送終了した。翌4月1日からは本番組に相当する全国ニュース枠として『ズームイン!!』の後継番組『ZIP!』第1部内に『NNNニュースZIP!』（6:00 - 6:08）が編成されている。
途中、CMを放送する事は一切無く、このコーナーではネットスポンサーは付いていない。

## キャスター
| 期間 | 期間      | キャスター           | 報道局記者      | 報道局記者   |
| --- | --------- | -------------------- | --------------- | ------------ |
| 2001.10.1 | 2002.1.25 | 大桃美代子 ※タレント | 近野宏明1・2・3 | 青山和弘2・3 |
| 2002.1.28 | 2003.1.31 | 福澤朗               | 近野宏明1・2・3 | 青山和弘2・3 |
| 2003.2.3 | 2003.9.26 | 羽鳥慎一             | 近野宏明1・2・3 | 青山和弘2・3 |
| 2003.9.29 | 2004.2.27 | 羽鳥慎一             | 後藤俊哉3       | 青山和弘2・3 |
| 2004.3.1 | 2004.10.1 | 羽鳥慎一             | 後藤俊哉3       | 小野高弘3・4 |
| 2004.10.4 | 2006.3.31 | 羽鳥慎一             | 岸田雪子3・5    | 町亞聖3・5   |
| 2006.4.3 | 2006.9.29 | 西尾由佳理           | 岸田雪子3・5    | 町亞聖3・5   |
| 2006.10.2 | 2007.9.28 | 西尾由佳理           | 池内千香子5     | 町亞聖3・5   |
| 2007.10.1 | 2009.5.1  | 西尾由佳理           | 池内千香子5     | 加藤玲奈5    |
| 2009.5.4 | 2010.6.25 | 西尾由佳理           | 池内千香子5     | 今井田彩5    |
| 2010.6.28 | 2011.3.31 | 西尾由佳理           | 池内千香子5     | 下川美奈5    |
| - 1 『NNNニュースジパング』から続投。 - 2 『レッツ!』ニュースコーナーを兼務。 - 3 『ザ!情報ツウ』ニュースコーナーを兼務。 - 4 『さきどり!Navi』ニュースコーナーを兼務。 - 5 『スッキリ!!』ニュースコーナーを兼務。（2011.3.25まで） |           |                      |                 |              |

- アナウンサーはすべて『ズームイン!!SUPER』の男性司会者若しくは女性司会者。
- 報道局記者は隔週交代で担当。また、同日午前の情報番組のニュースコーナーを兼務。
- 大桃は『ズームイン!!SUPER』の初代女性司会でもあったが、NNN制作のニュース番組という建前上、タレントのキャスターよりもアナウンサーが担当すべきと言うことで当時日本テレビアナウンサーで、初代男性司会者の福澤に交代した。
- 番組最終週の報道局記者は池内が担当し、31日の『ズームイン!!SUPER』エンディングにも出演した。

### アナウンサー休暇・中継時の代理
- 羽鳥慎一（西尾が休暇・中継時の代理 - 2009･3）
- 藤井貴彦（西尾・羽鳥が中継時の代理 - 2009･3）
- 佐藤良子（西尾・羽鳥が休暇・中継時の代理。2009･4 - 2010・3  (月・火) ）
- 古閑陽子（西尾・羽鳥が休暇・中継時の代理。2009･4 - 2010・9 (月 - 水) ）
- 山本舞衣子（西尾・羽鳥が休暇・中継時の代理。2010･4 -  (木 - 金) ）

## ネット局
『ズームイン!!SUPER』では、このコーナーのみ全ネット局に対する必ずネットを受けなければならないという拘束力があった。また、自社製作番組を放送しているため、『ズームイン!!SUPER』の第1部（5:20 - 6:30）を放送していない札幌テレビ、読売テレビ、山口放送の3局も番組内のコーナーとして同時ネット。過去に自社製作番組を放送していた山梨放送（2002年4月まで）・ミヤギテレビ（2004年3月まで）・福岡放送（2007年9月まで）・中京テレビ（2009年3月まで）も同様。
| 放送対象地域  | 放送局                           | 系列                          | 放送曜日・放送時間             |
| ------------- | -------------------------------- | ----------------------------- | ------------------------------ |
| 関東広域圏    | 日本テレビ（NTV） NNN・NNS基幹局 | 日本テレビ系列                | 月曜 - 金曜 6:00 - 6:08（JST） |
| 北海道        | 札幌テレビ（STV）                | 日本テレビ系列                | 月曜 - 金曜 6:00 - 6:08（JST） |
| 青森県        | 青森放送（RAB）                  | 日本テレビ系列                | 月曜 - 金曜 6:00 - 6:08（JST） |
| 岩手県        | テレビ岩手（TVI）                | 日本テレビ系列                | 月曜 - 金曜 6:00 - 6:08（JST） |
| 宮城県        | ミヤギテレビ（MMT）              | 日本テレビ系列                | 月曜 - 金曜 6:00 - 6:08（JST） |
| 秋田県        | 秋田放送（ABS）                  | 日本テレビ系列                | 月曜 - 金曜 6:00 - 6:08（JST） |
| 山形県        | 山形放送（YBC）                  | 日本テレビ系列                | 月曜 - 金曜 6:00 - 6:08（JST） |
| 福島県        | 福島中央テレビ（FCT）            | 日本テレビ系列                | 月曜 - 金曜 6:00 - 6:08（JST） |
| 山梨県        | 山梨放送（YBS）                  | 日本テレビ系列                | 月曜 - 金曜 6:00 - 6:08（JST） |
| 新潟県        | テレビ新潟（TeNY）               | 日本テレビ系列                | 月曜 - 金曜 6:00 - 6:08（JST） |
| 長野県        | テレビ信州（TSB）                | 日本テレビ系列                | 月曜 - 金曜 6:00 - 6:08（JST） |
| 静岡県        | 静岡第一テレビ（SDT）            | 日本テレビ系列                | 月曜 - 金曜 6:00 - 6:08（JST） |
| 富山県        | 北日本放送（KNB）                | 日本テレビ系列                | 月曜 - 金曜 6:00 - 6:08（JST） |
| 石川県        | テレビ金沢（KTK）                | 日本テレビ系列                | 月曜 - 金曜 6:00 - 6:08（JST） |
| 福井県        | 福井放送（FBC）                  | 日本テレビ系列 テレビ朝日系列 | 月曜 - 金曜 6:00 - 6:08（JST） |
| 中京広域圏    | 中京テレビ（CTV）                | 日本テレビ系列                | 月曜 - 金曜 6:00 - 6:08（JST） |
| 近畿広域圏    | 読売テレビ（ytv）                | 日本テレビ系列                | 月曜 - 金曜 6:00 - 6:08（JST） |
| 鳥取県 島根県 | 日本海テレビ（NKT）              | 日本テレビ系列                | 月曜 - 金曜 6:00 - 6:08（JST） |
| 広島県        | 広島テレビ（HTV）                | 日本テレビ系列                | 月曜 - 金曜 6:00 - 6:08（JST） |
| 山口県        | 山口放送（KRY）                  | 日本テレビ系列                | 月曜 - 金曜 6:00 - 6:08（JST） |
| 徳島県        | 四国放送（JRT）                  | 日本テレビ系列                | 月曜 - 金曜 6:00 - 6:08（JST） |
| 香川県 岡山県 | 西日本放送（RNC）                | 日本テレビ系列                | 月曜 - 金曜 6:00 - 6:08（JST） |
| 愛媛県        | 南海放送（RNB）                  | 日本テレビ系列                | 月曜 - 金曜 6:00 - 6:08（JST） |
| 高知県        | 高知放送（RKC）                  | 日本テレビ系列                | 月曜 - 金曜 6:00 - 6:08（JST） |
| 福岡県        | 福岡放送（FBS）                  | 日本テレビ系列                | 月曜 - 金曜 6:00 - 6:08（JST） |
| 長崎県        | 長崎国際テレビ（NIB）            | 日本テレビ系列                | 月曜 - 金曜 6:00 - 6:08（JST） |
| 熊本県        | くまもと県民テレビ（KKT）        | 日本テレビ系列                | 月曜 - 金曜 6:00 - 6:08（JST） |
| 大分県        | テレビ大分（TOS）                | 日本テレビ系列 フジテレビ系列 | 月曜 - 金曜 6:00 - 6:08（JST） |
| 鹿児島県      | 鹿児島読売テレビ（KYT）          | 日本テレビ系列                | 月曜 - 金曜 6:00 - 6:08（JST） |